# ۱۵ (فیلم)
«۱۵» (انگلیسی: 15 (film)) فیلمی در ژانر است که در سال ۲۰۰۳ منتشر شد.